# Kiels sexdagars
Kiels sexdagars var ett tyskt sexdagarslopp i bancykling som avhölls tre gånger i Kiel. Två upplagor hölls under den första tyska uppsvingen för sexdagarslopp (efter succén i Berlin 1909), men sedan startade första världskriget och alla sexdagarslopp lades ner under detta. Efter krigsslutet återuppstod sexdagarsloppen i Tyskland, men det påverkade inte Kiel. 1934 förbjöds sedan sexdagarslopp av nazistregimen och först efter andra världskrigets slut återupptogs sexdagarsloppen i Tyskland och blev väldigt populära igen. I Kiel arrangerades ett lopp 1952, men det återupprepades ej.

## Podieplaceringar
| År         | Vinnare                         | Tvåa                          | Trea                                |
| 1910       | Willy Arend Eugen Stabe         | Gustav Janke Max Kendelbacher | Karl Rottnick Karl Wittig           |
| 1911- 1912 | ej avhållet                     |                               |                                     |
| 1913       | Paul Passenheim Fritz Schallwig | Georg Barth Graetz            | Frank Hoffmann Fritz Hoffmann       |
| 1914- 1951 | ej avhållet                     |                               |                                     |
| 1952       | Jean Roth Armin von Büren       | Émile Carrara Gustav Kilian   | Severino Rigoni Ferdinando Terruzzi |